# Comuna Vad, Cluj
Vad (în maghiară Révkolostor) este o comună în județul Cluj, Transilvania, România, formată din satele Bogata de Jos, Bogata de Sus, Calna, Cetan, Curtuiușu Dejului, Vad (reședința) și Valea Groșilor.

## Date geologice
Pe teritoriul acestei localități se găsesc izvoare sărate.

## Demografie
Componența etnică a comunei Vad
     Români (95,93%)
     Alte etnii (0,39%)
     Necunoscută (3,68%)
Componența confesională a comunei Vad
     Ortodocși (80,27%)
     Penticostali (12,16%)
     Greco-catolici (2,55%)
     Alte religii (1,04%)
     Necunoscută (3,98%)
Conform recensământului efectuat în 2021, populația comunei Vad se ridică la 2.311 locuitori, în creștere față de recensământul anterior din 2011, când fuseseră înregistrați 2.008 locuitori. Majoritatea locuitorilor sunt români (95,93%), iar pentru 3,68% nu se cunoaște apartenența etnică. Din punct de vedere confesional, majoritatea locuitorilor sunt ortodocși (80,27%), cu minorități de penticostali (12,16%) și greco-catolici (2,55%), iar pentru 3,98% nu se cunoaște apartenența confesională.

## Politică și administrație
Comuna Vad este administrată de un primar și un consiliu local compus din 11 consilieri. Primarul, David Prunean[*], de la Partidul Național Liberal, este în funcție din 2004. Începând cu alegerile locale din 2024, consiliul local are următoarea componență pe partide politice:
|  | Partid                          | Consilieri | Componența Consiliului | Componența Consiliului | Componența Consiliului | Componența Consiliului | Componența Consiliului | Componența Consiliului | Componența Consiliului | Componența Consiliului |
|  | ------------------------------- | ---------- | ---------------------- | ---------------------- | ---------------------- | ---------------------- | ---------------------- | ---------------------- | ---------------------- | ---------------------- |
|  | Partidul Național Liberal       | 8          |                        |                        |                        |                        |                        |                        |                        |                        |
|  | Partidul Social Democrat        | 2          |                        |                        |                        |                        |                        |                        |                        |                        |
|  | Alianța pentru Unirea Românilor | 1          |                        |                        |                        |                        |                        |                        |                        |                        |

### Evoluție istorică
De-a lungul timpului populația comunei a evoluat astfel:

## Monumente istorice

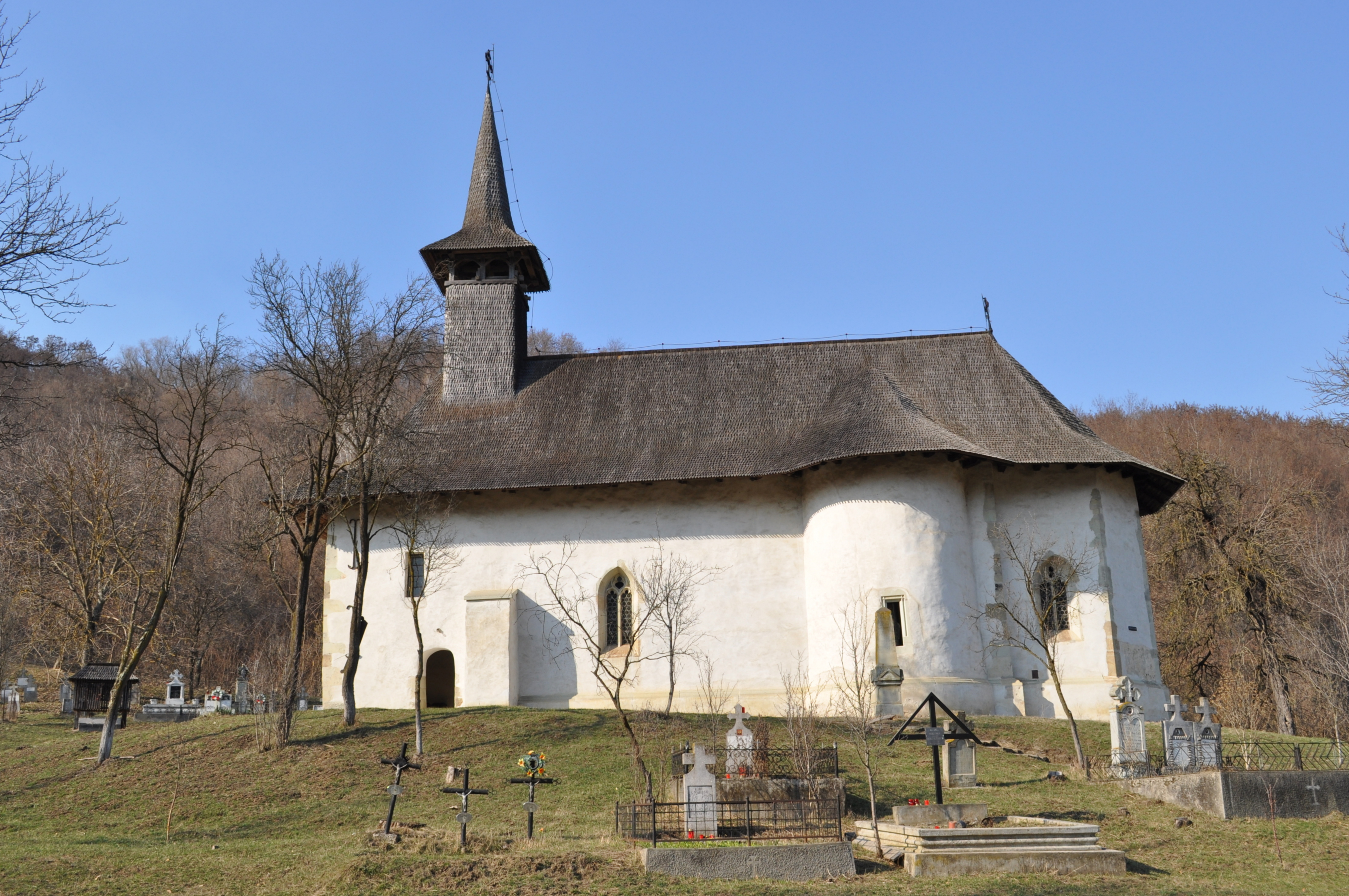
Biserica Adormirea Maicii Domnului din Vad

- Biserica Adormirea Maicii Domnului din Vad, atribuită, potrivit tradiției, lui Ștefan cel Mare, stăpânitor al cetății Ciceului și al satelor din jur. Zidită din piatră brută, ea prezintă un plan triconc, de tip moldovenesc, în schimb boltirile, parțial distruse, sunt gotice, pe nervuri. Pe lângă biserică, a existat și o mănăstire, în care a ființat, încă din 1523, Episcopatul Ortodox al Vadului și Feleacului, monument restaurat în anii 1973-1975 și, mai recent, în anii 2001-2003.

## Vezi și
- Biserica de lemn din Calna
- Biserica Adormirea Maicii Domnului din Vad

## Imagini

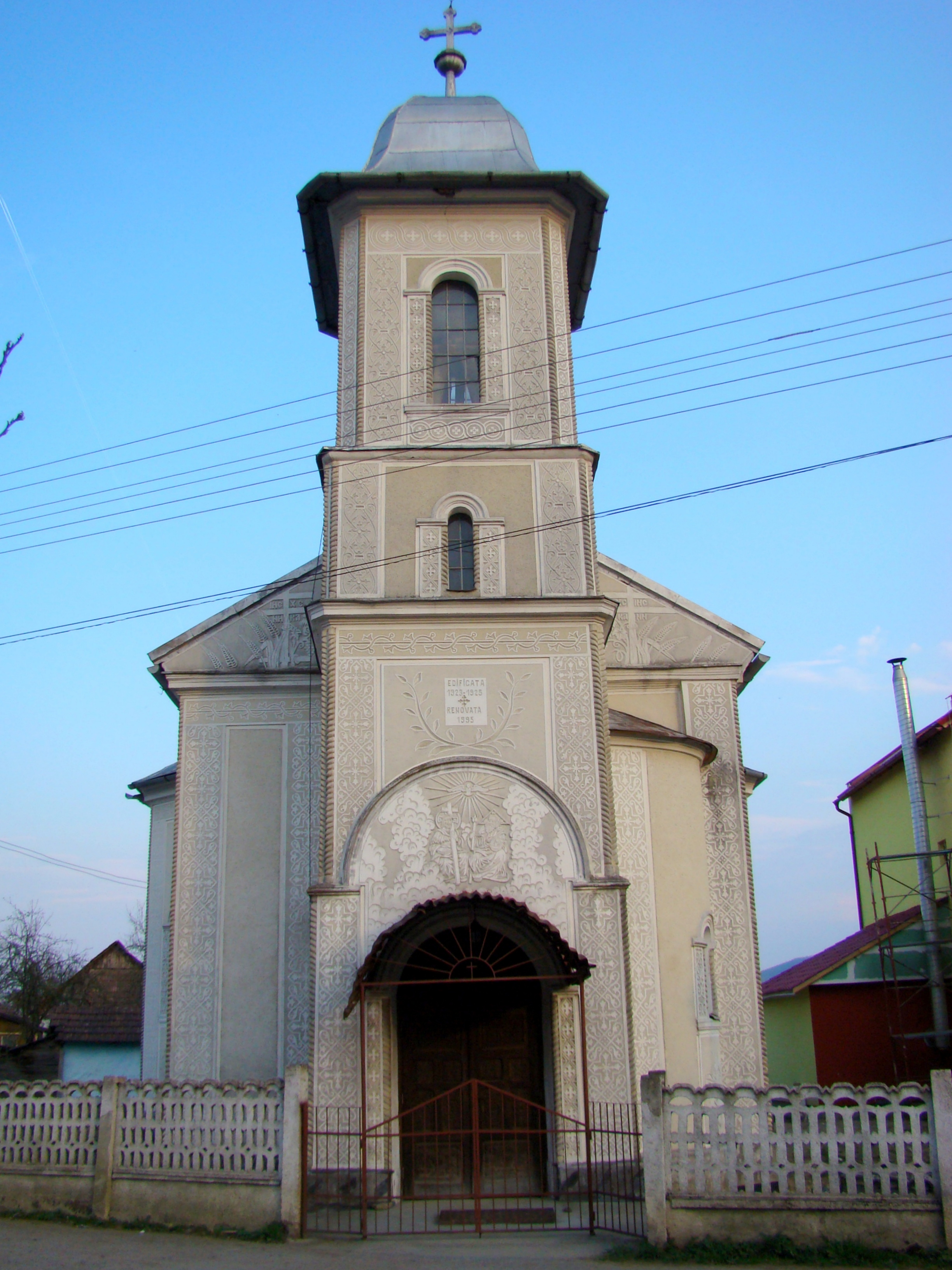
Biserica parohială ortodoxă
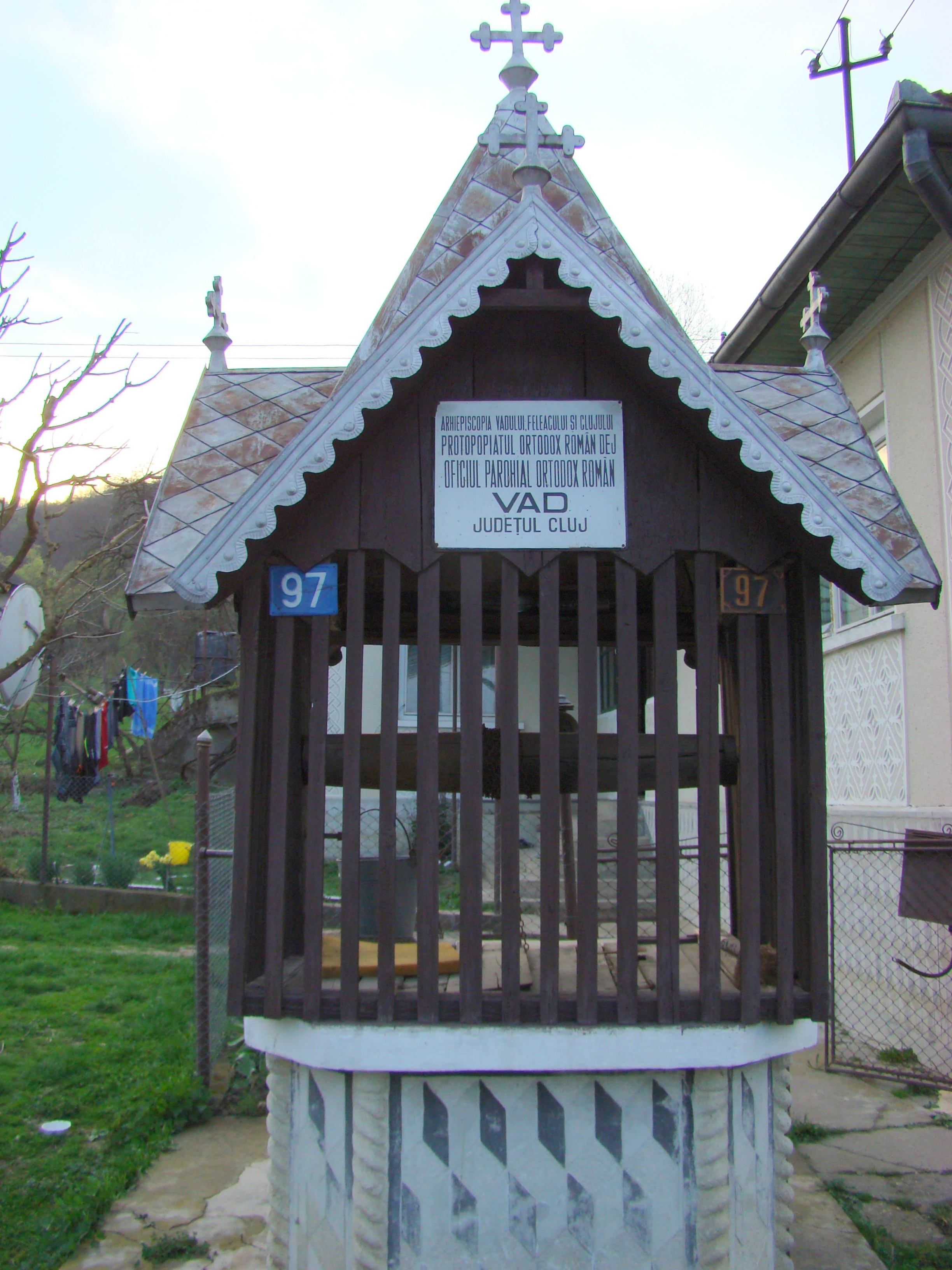
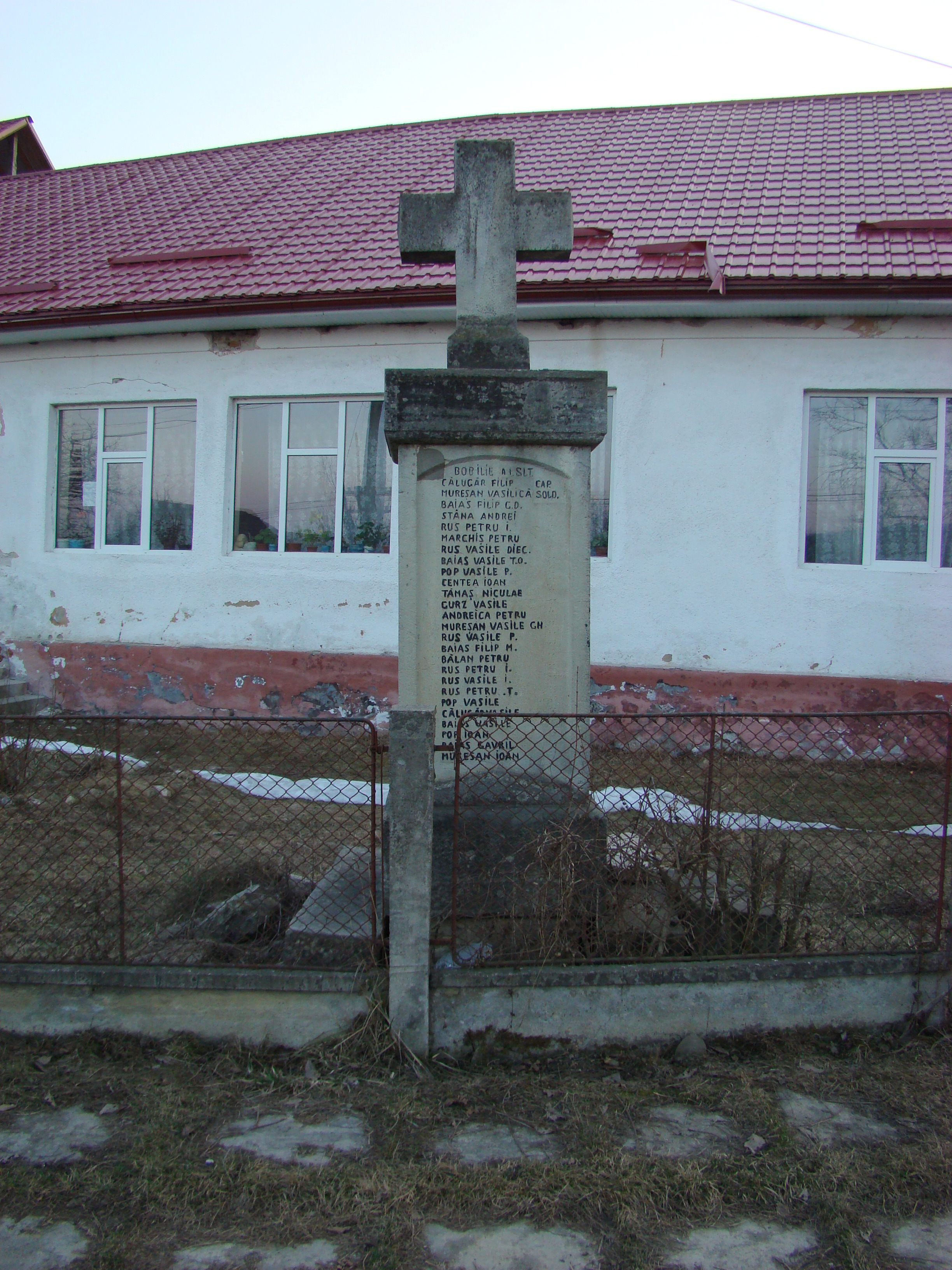
Monumentul Eroilor
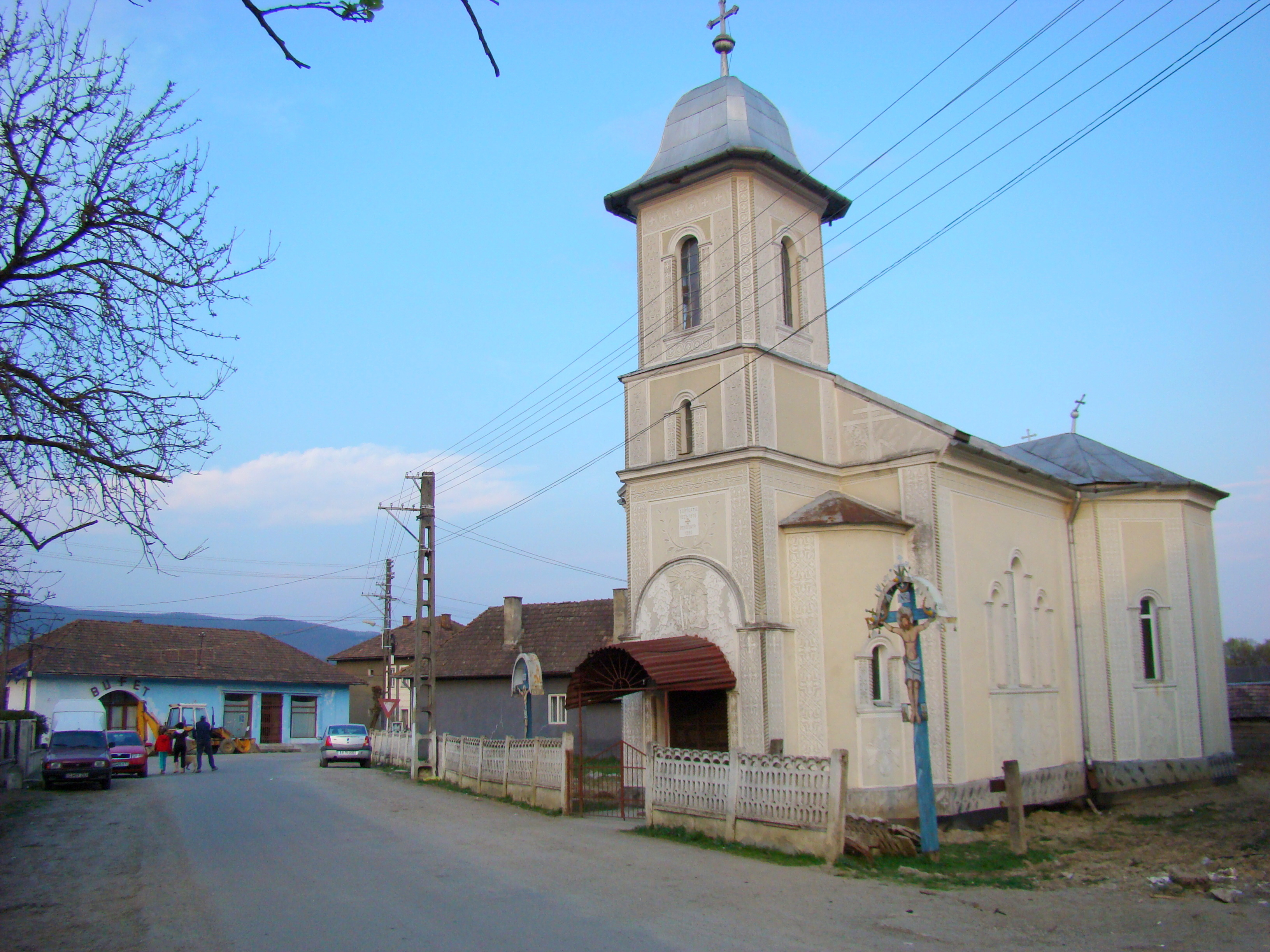
Biserica parohială ortodoxă
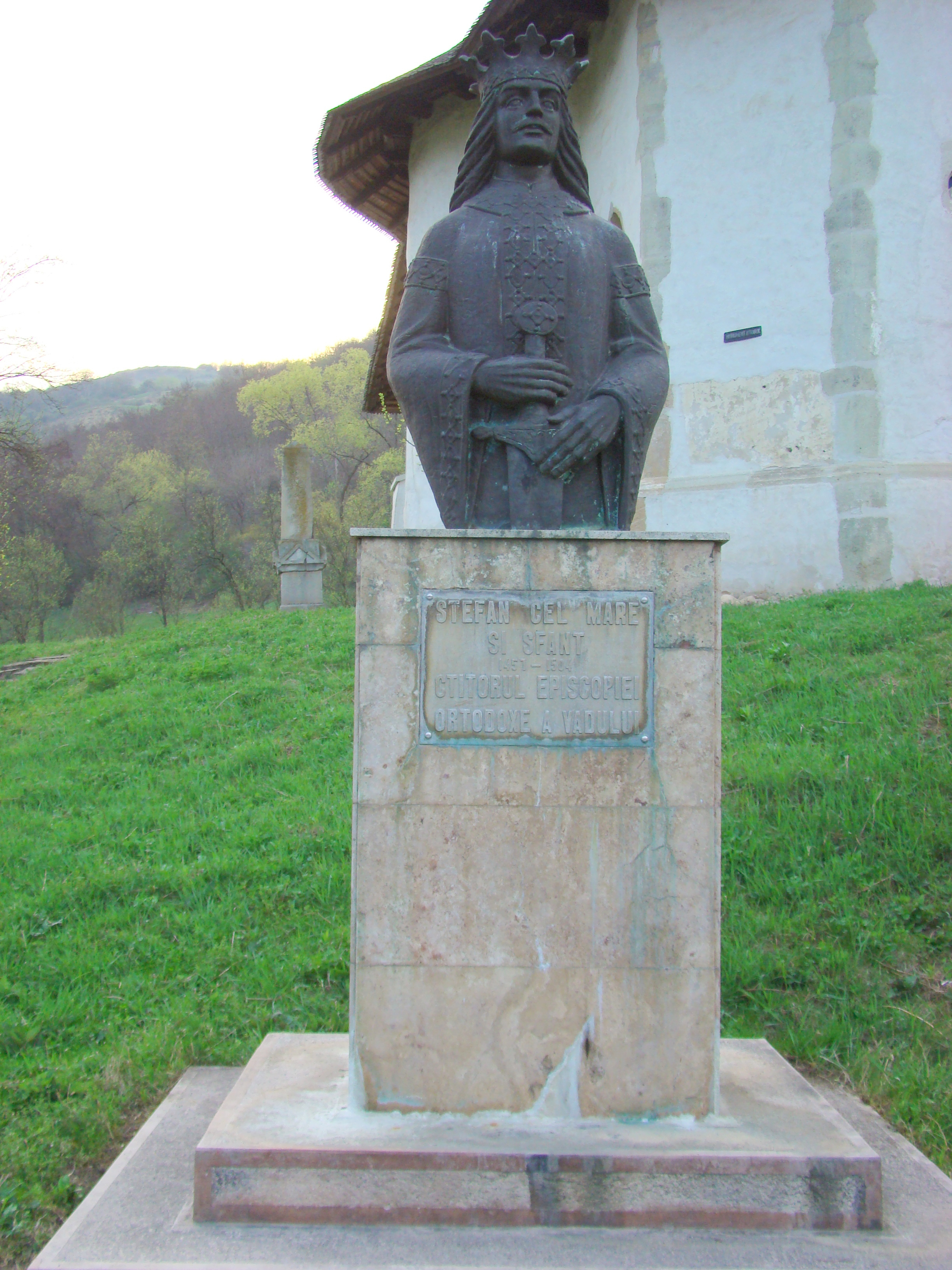
Bustul lui Ștefan cel Mare
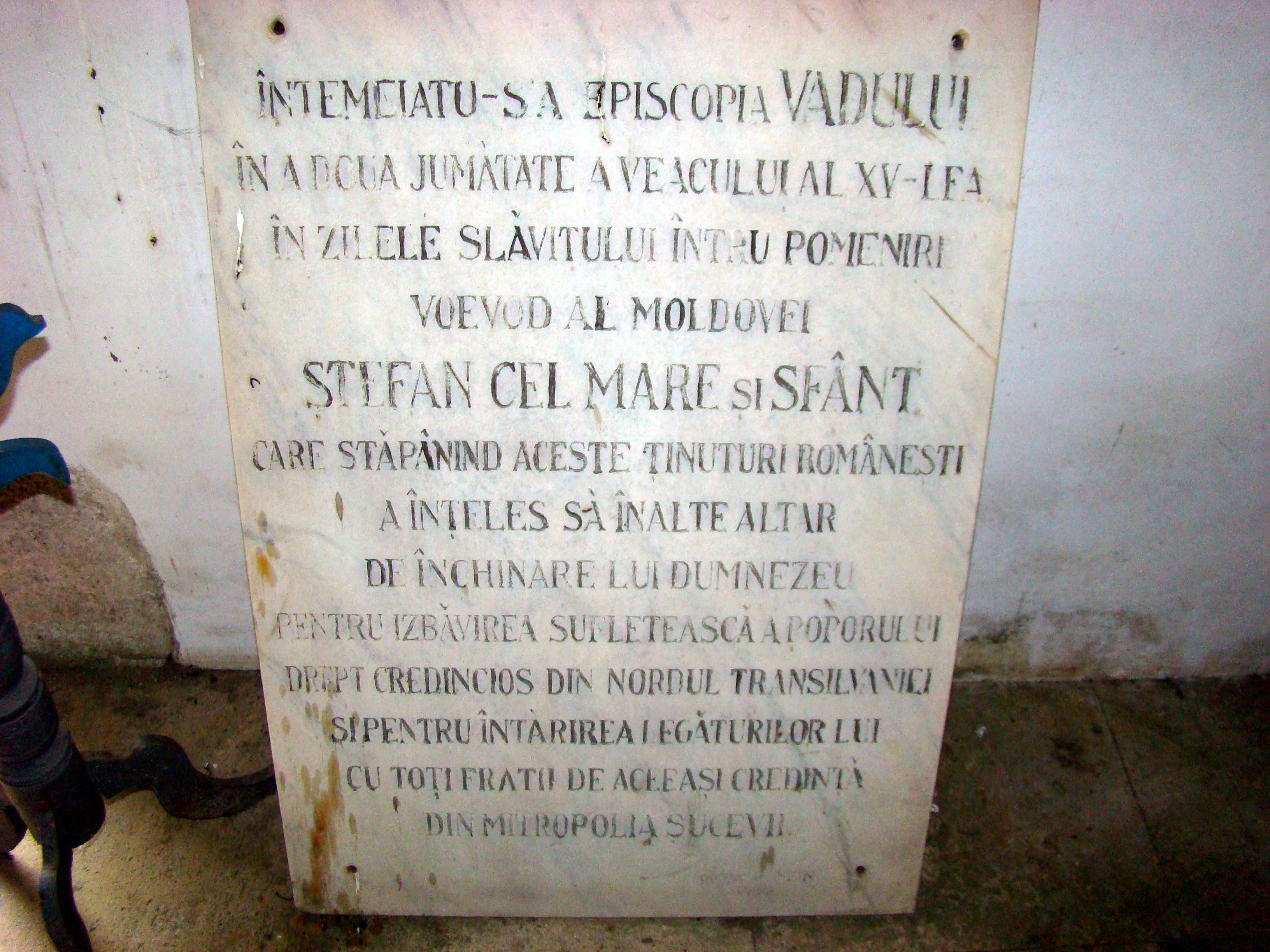
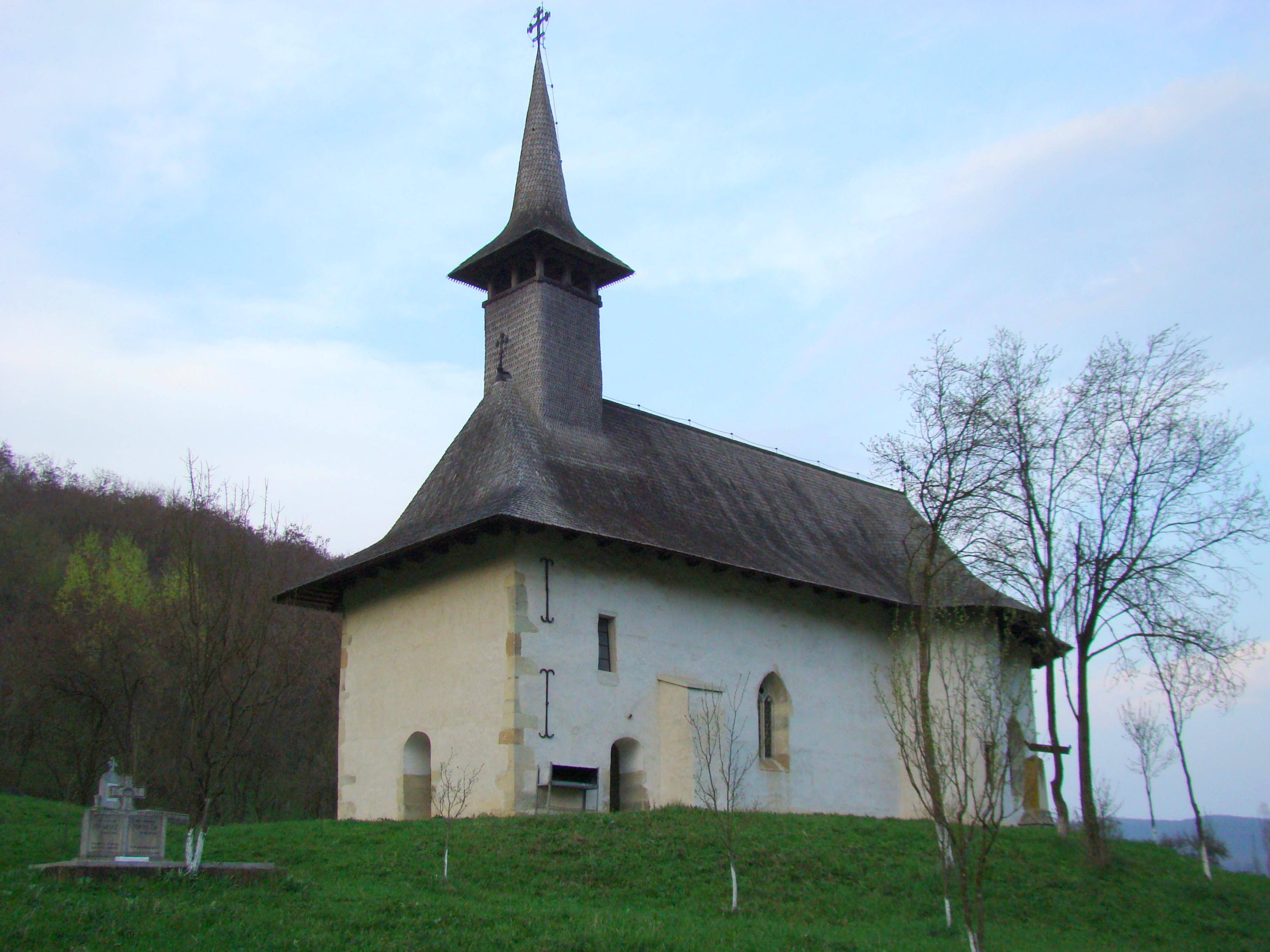
Biserica Adormirea Maicii Domnului din Vad
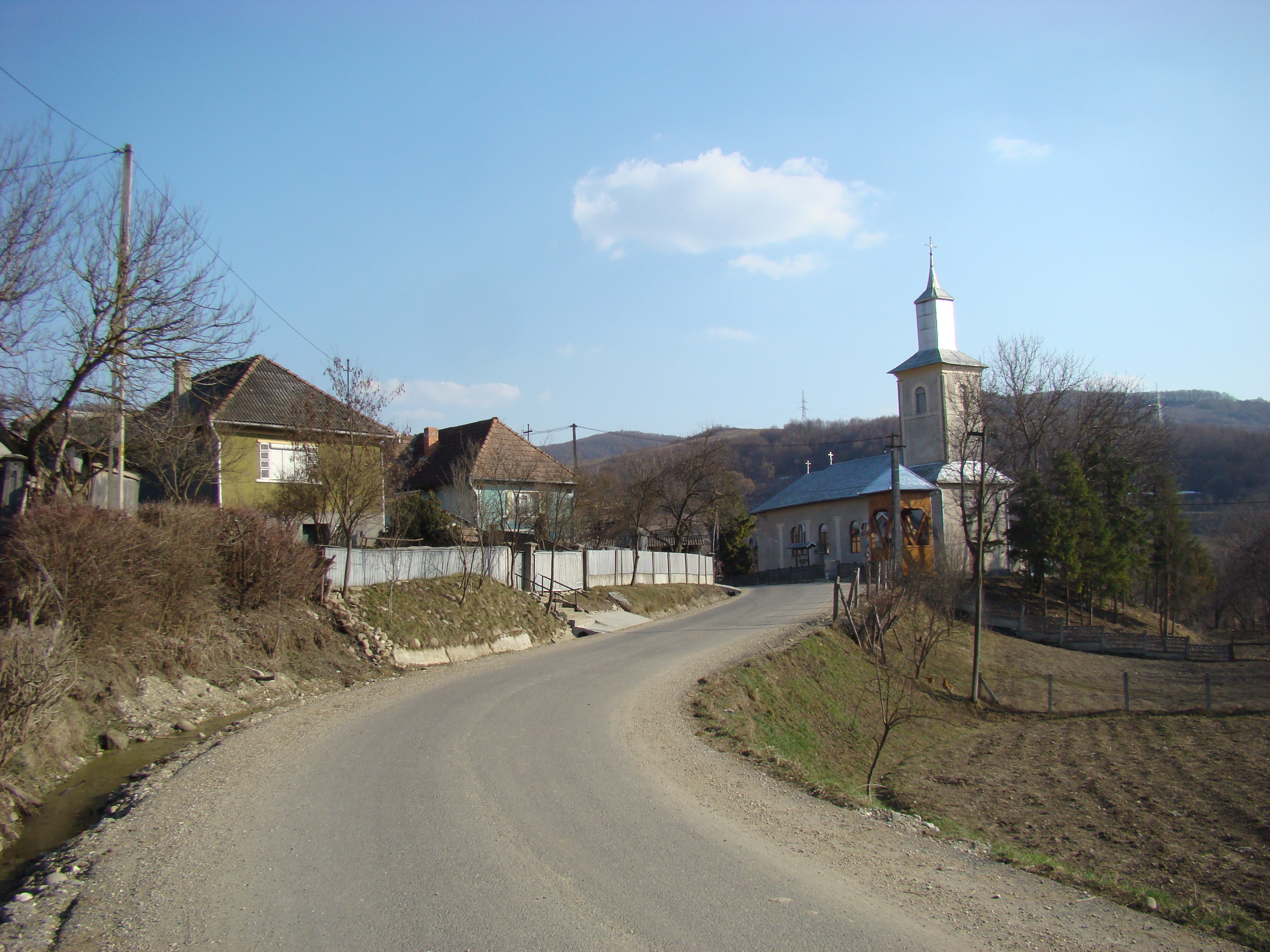
Bogata de Jos
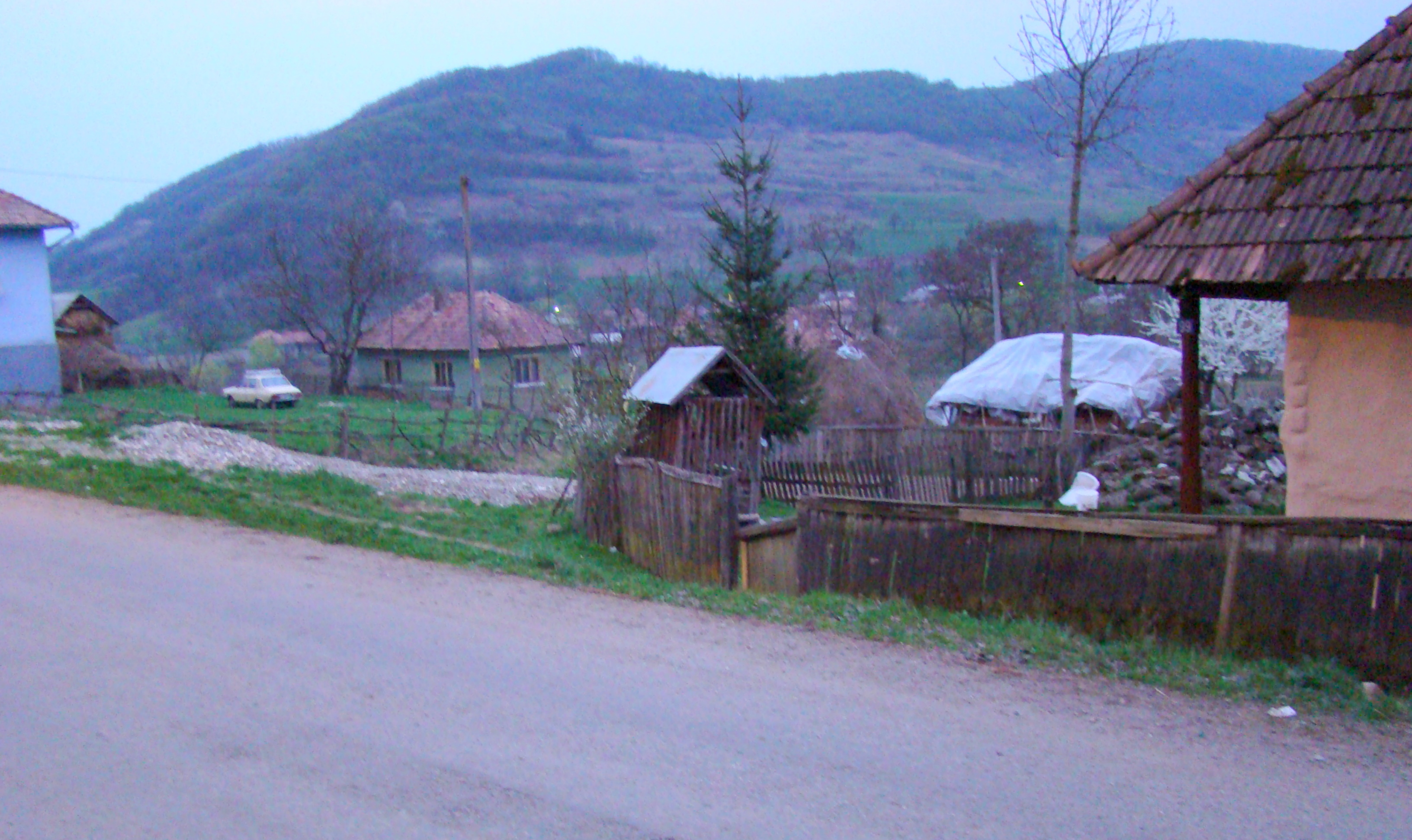
Bogata de Sus
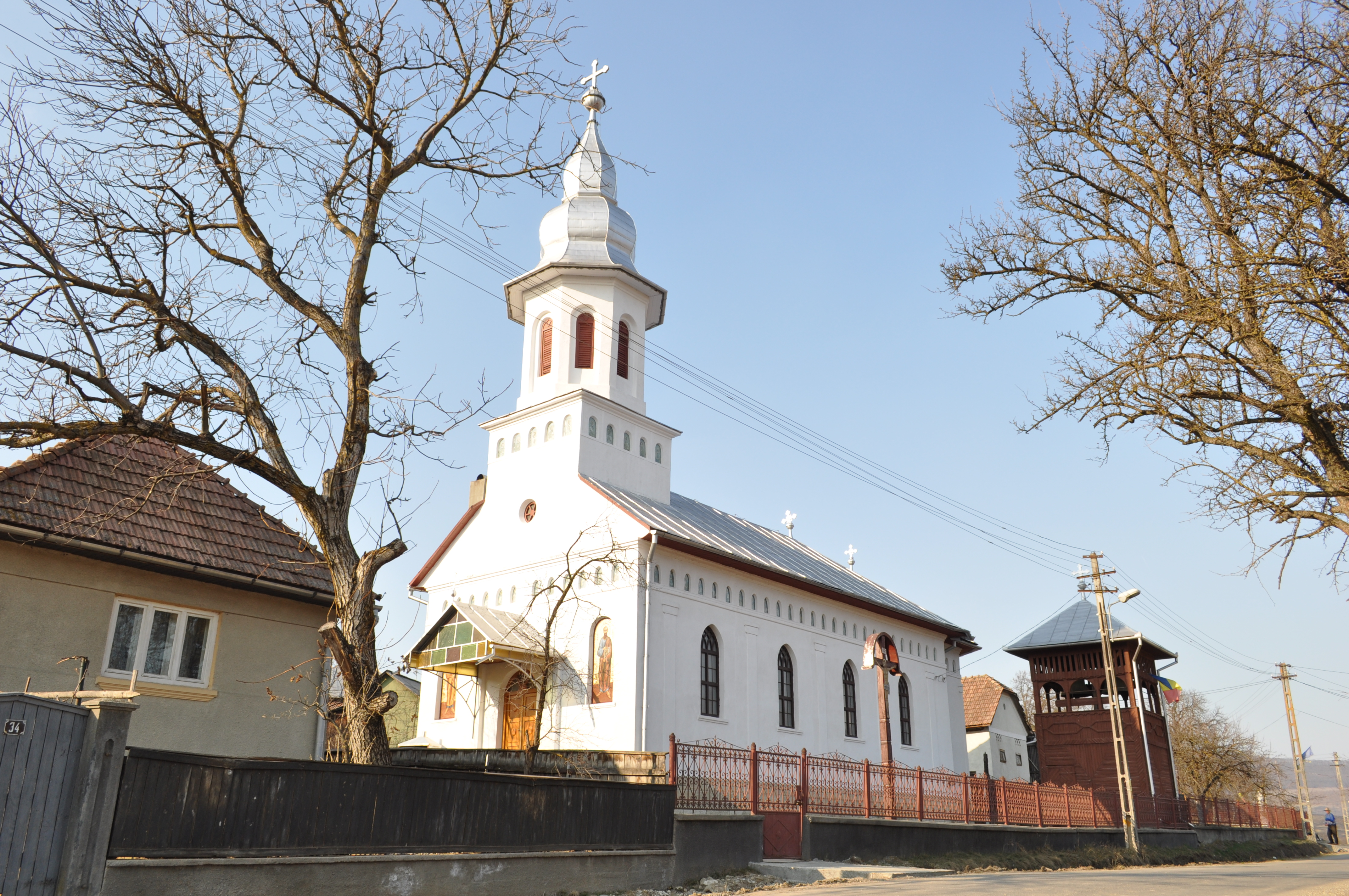
Biserica Sfinții Apostoli Petru și Pavel din Bogata de Sus
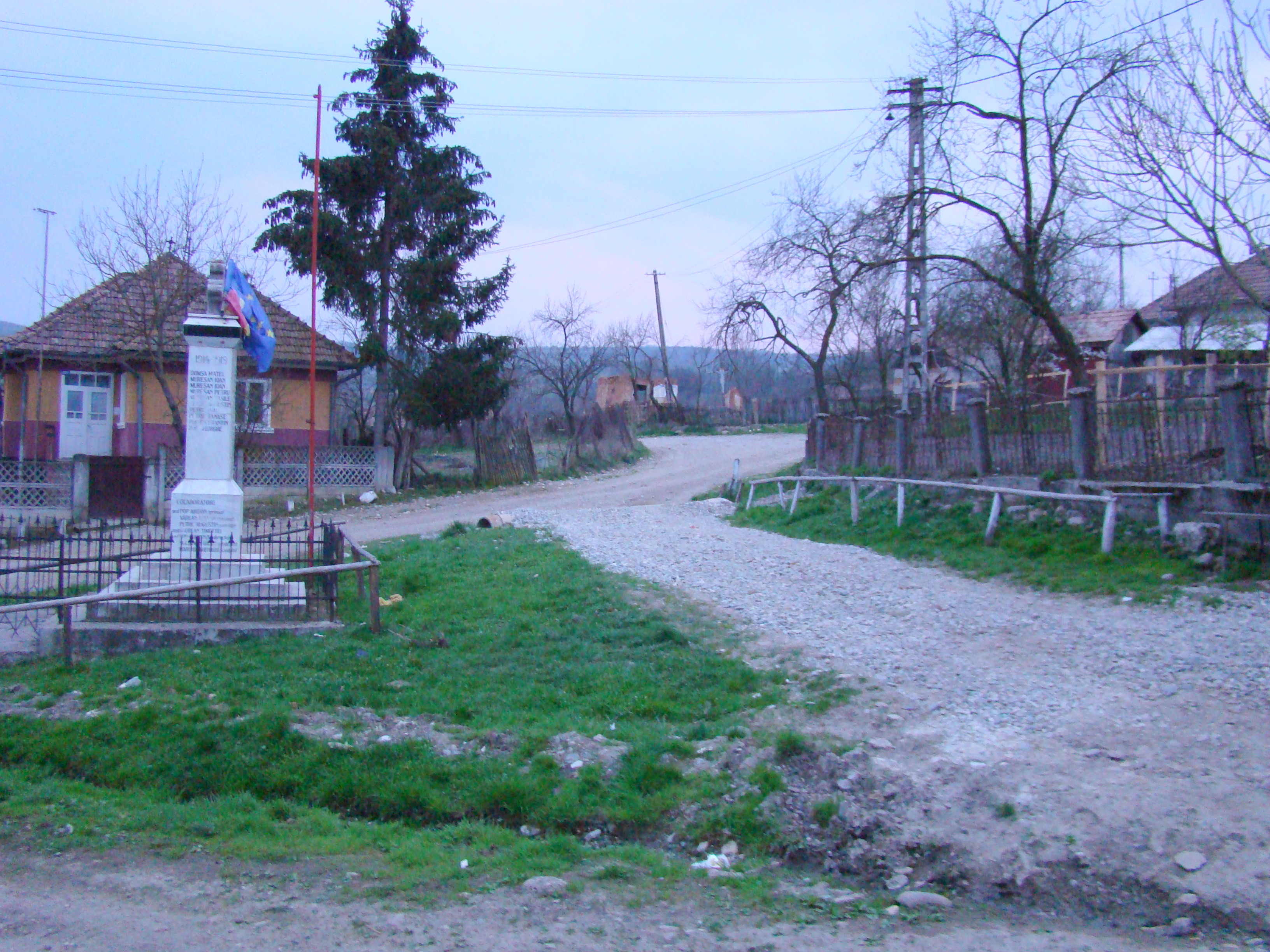
Calna
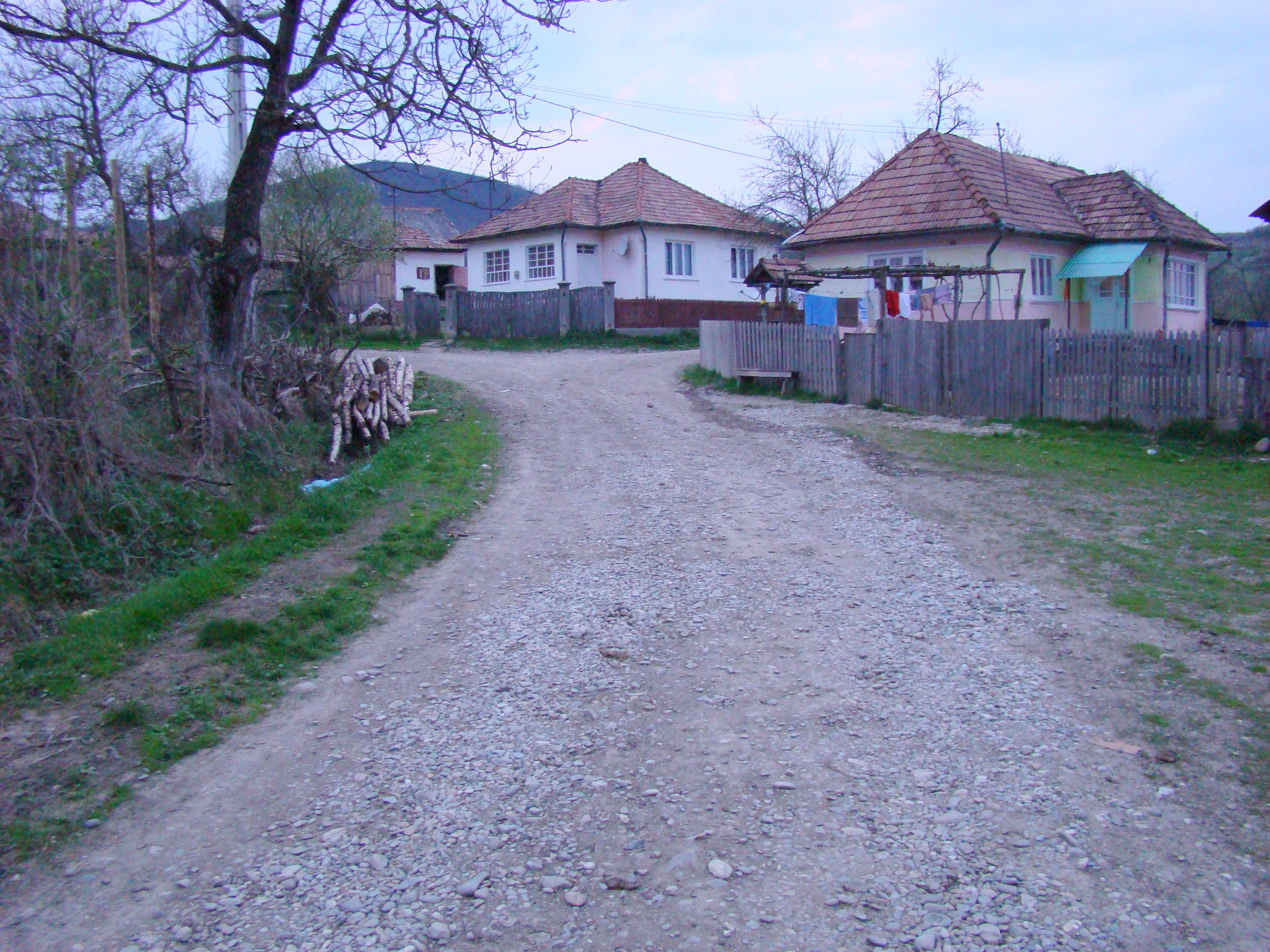
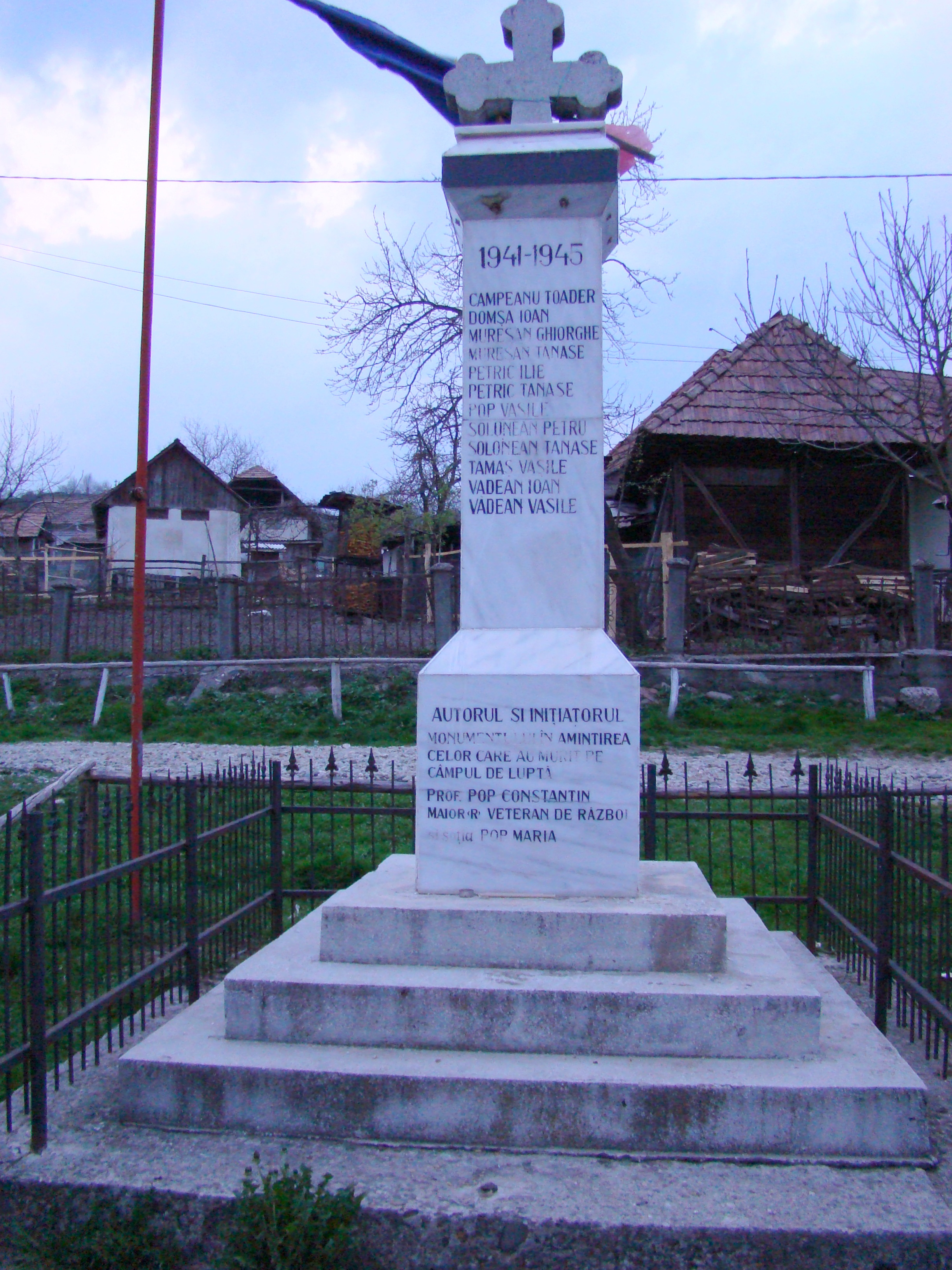
Monumentul Eroilor
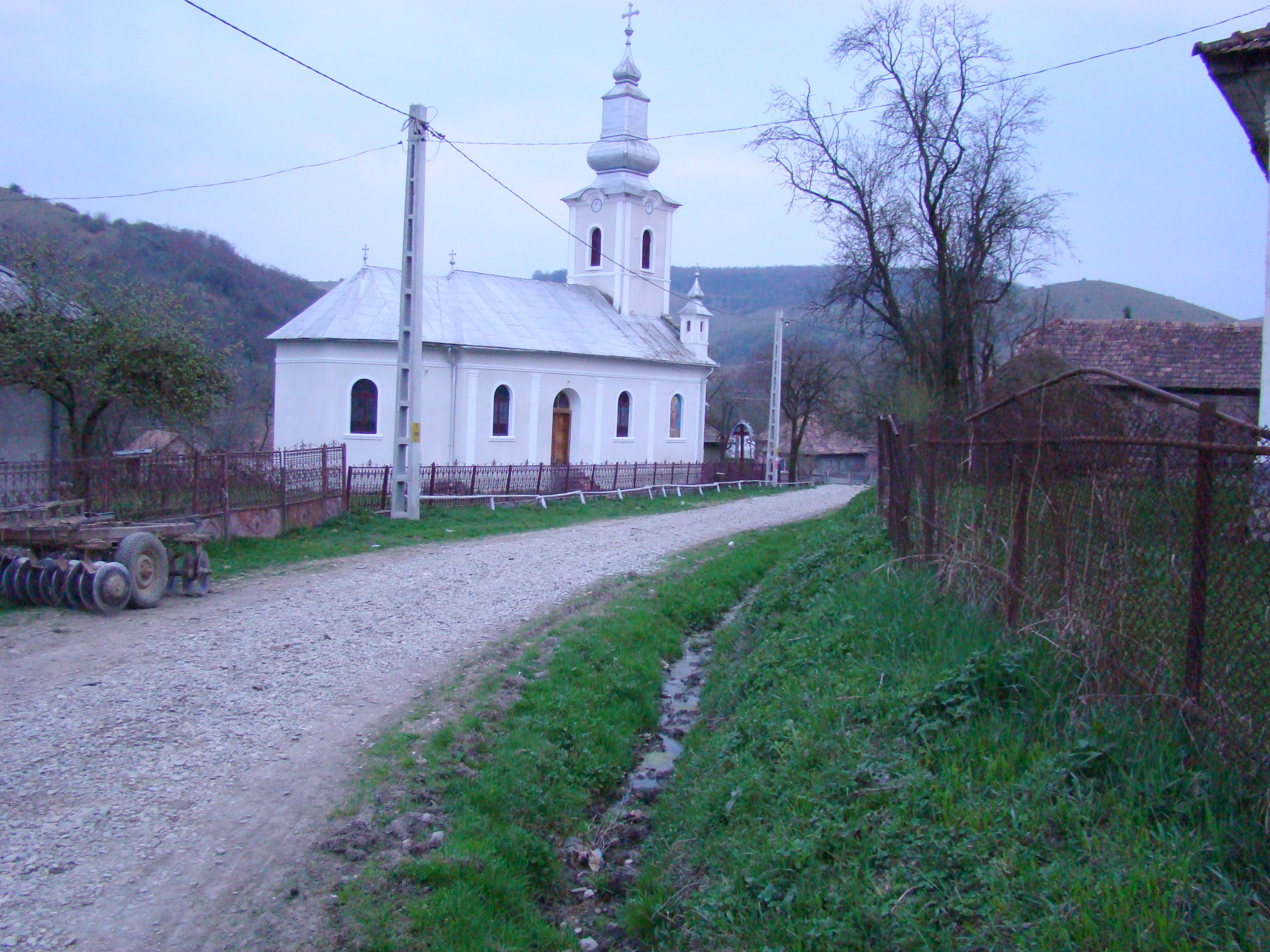
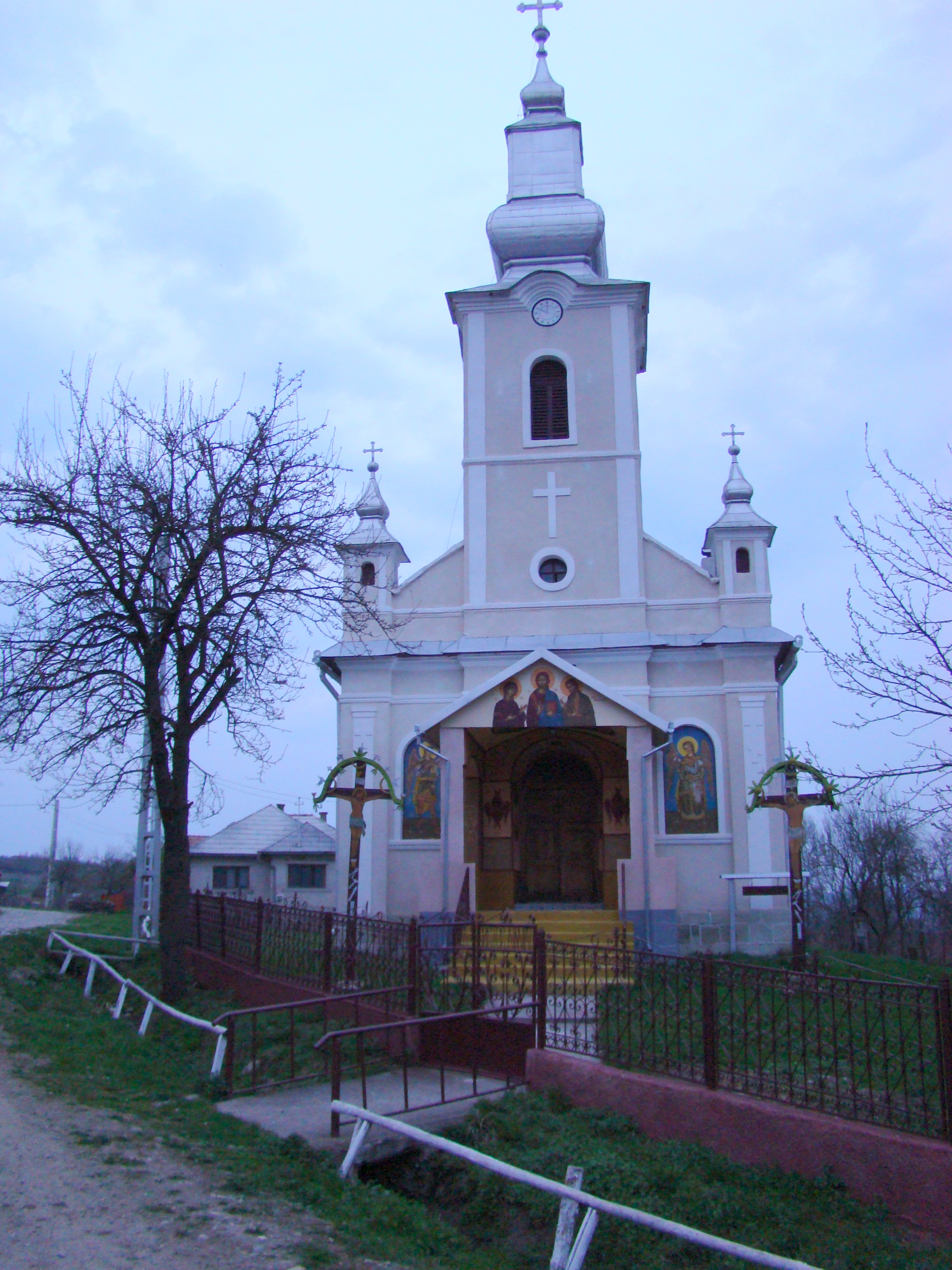
Biserica de zid „Sfinții Arhangheli Mihail și Gavriil” (1930-1933)
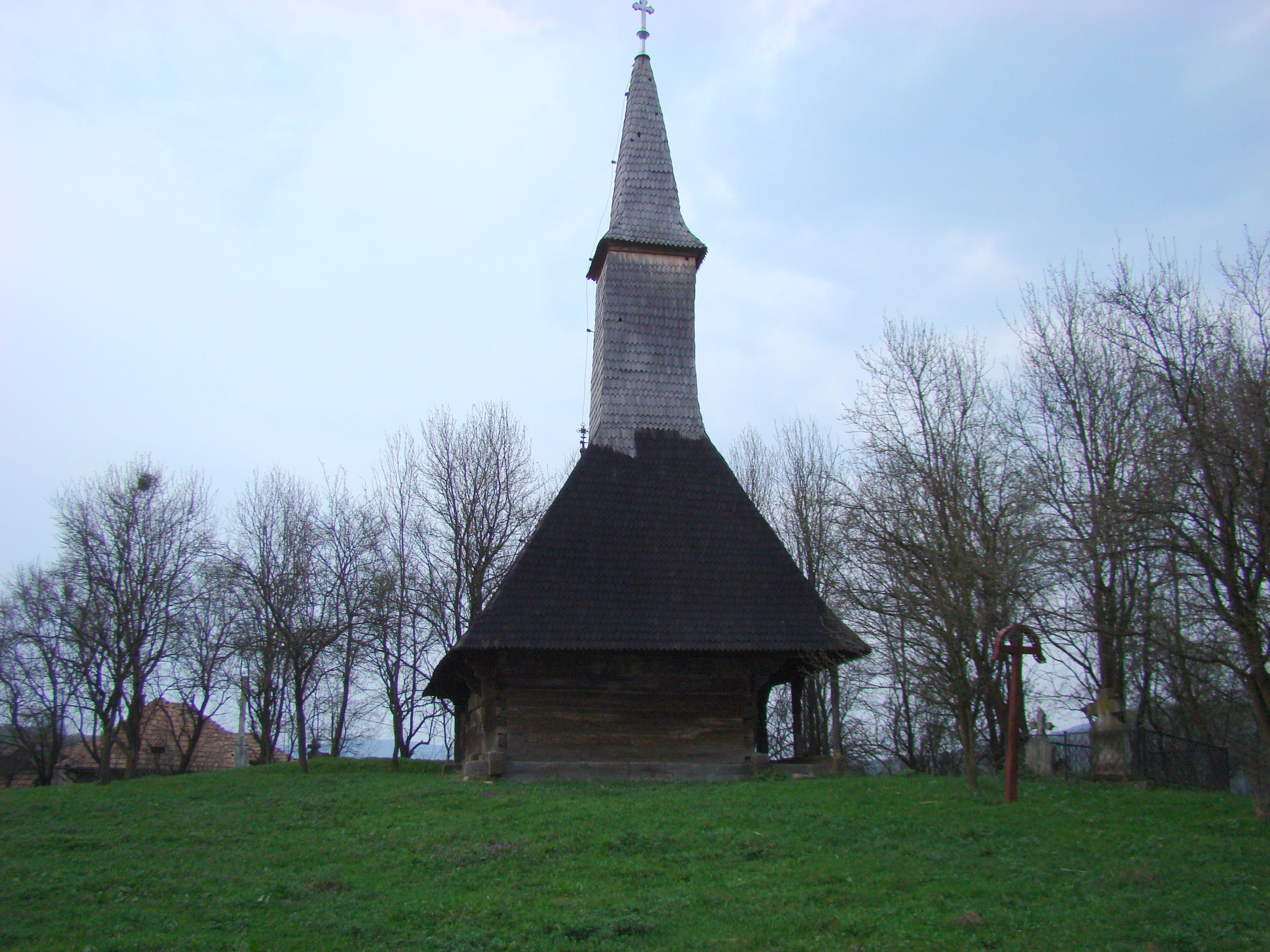
Biserica de lemn din Calna
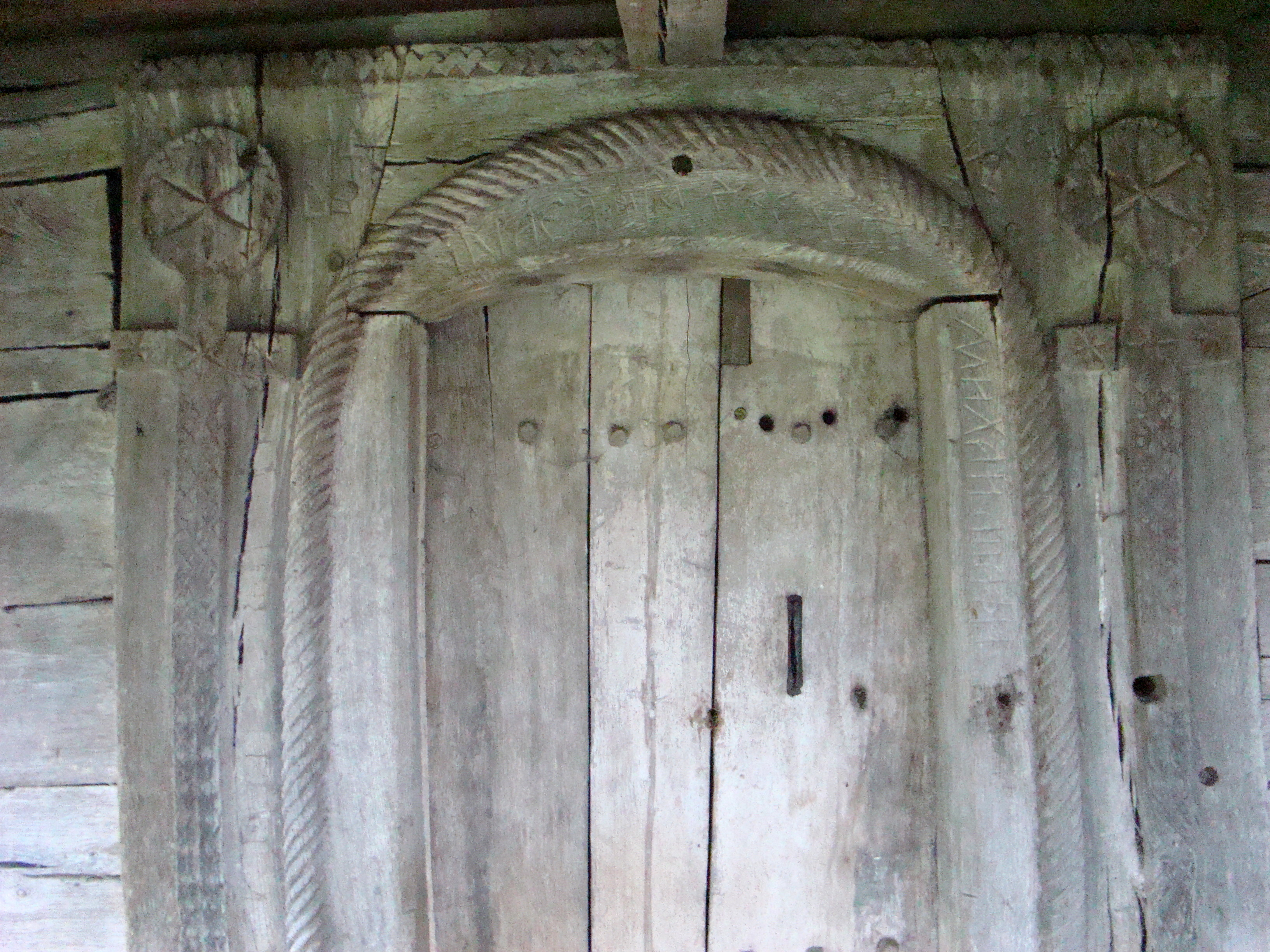
Portalul intrării
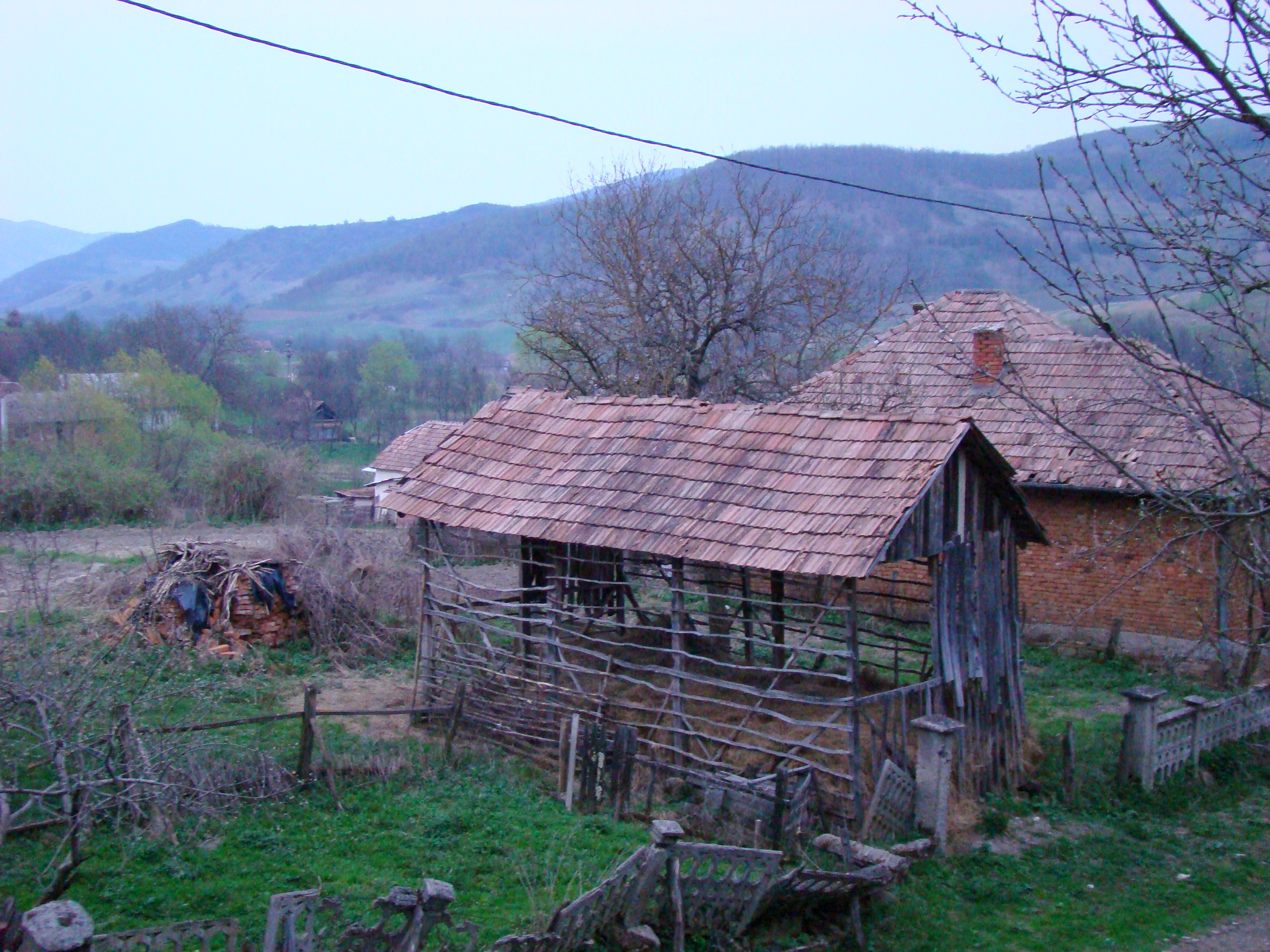
Calna
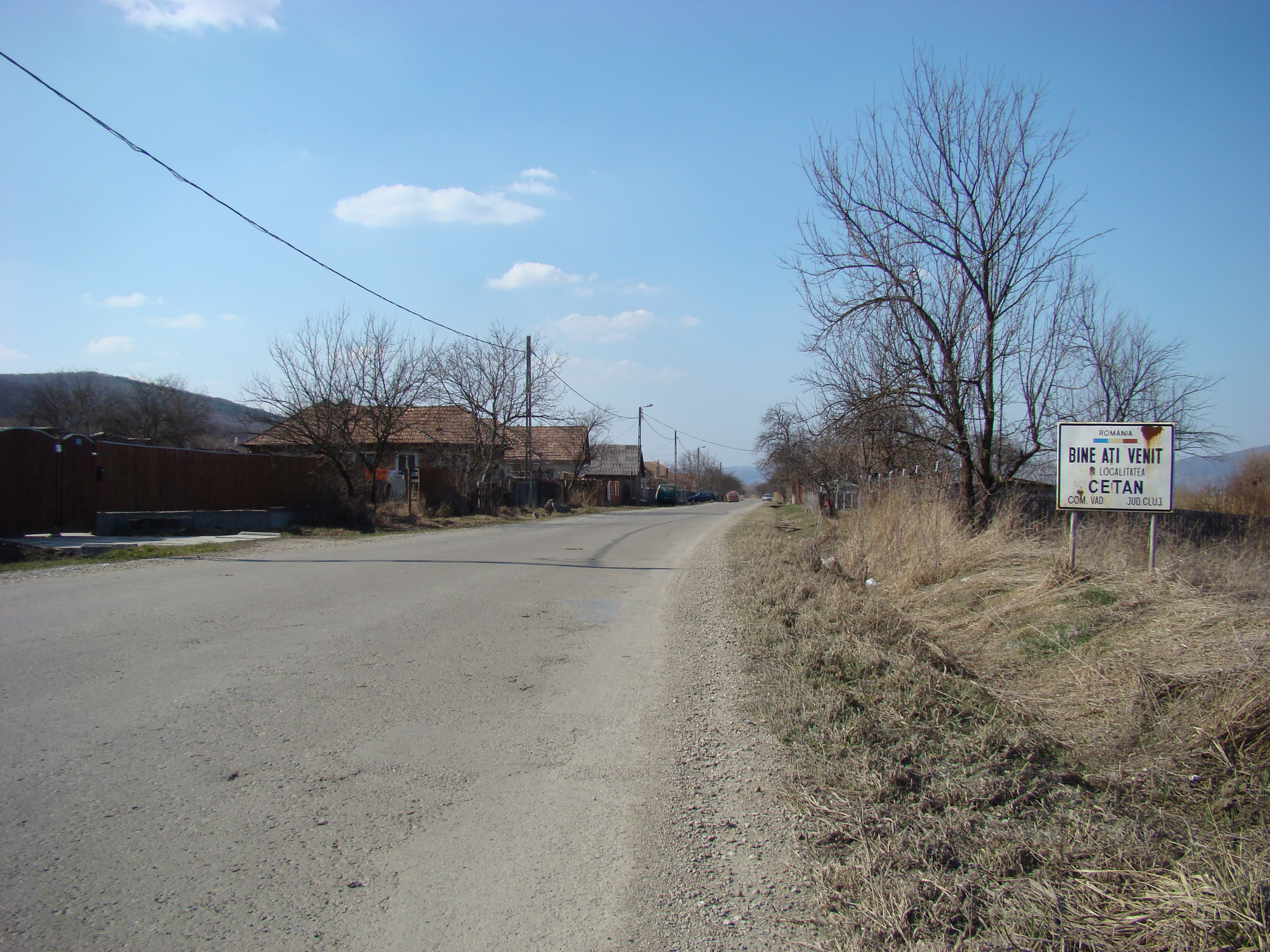
Cetan
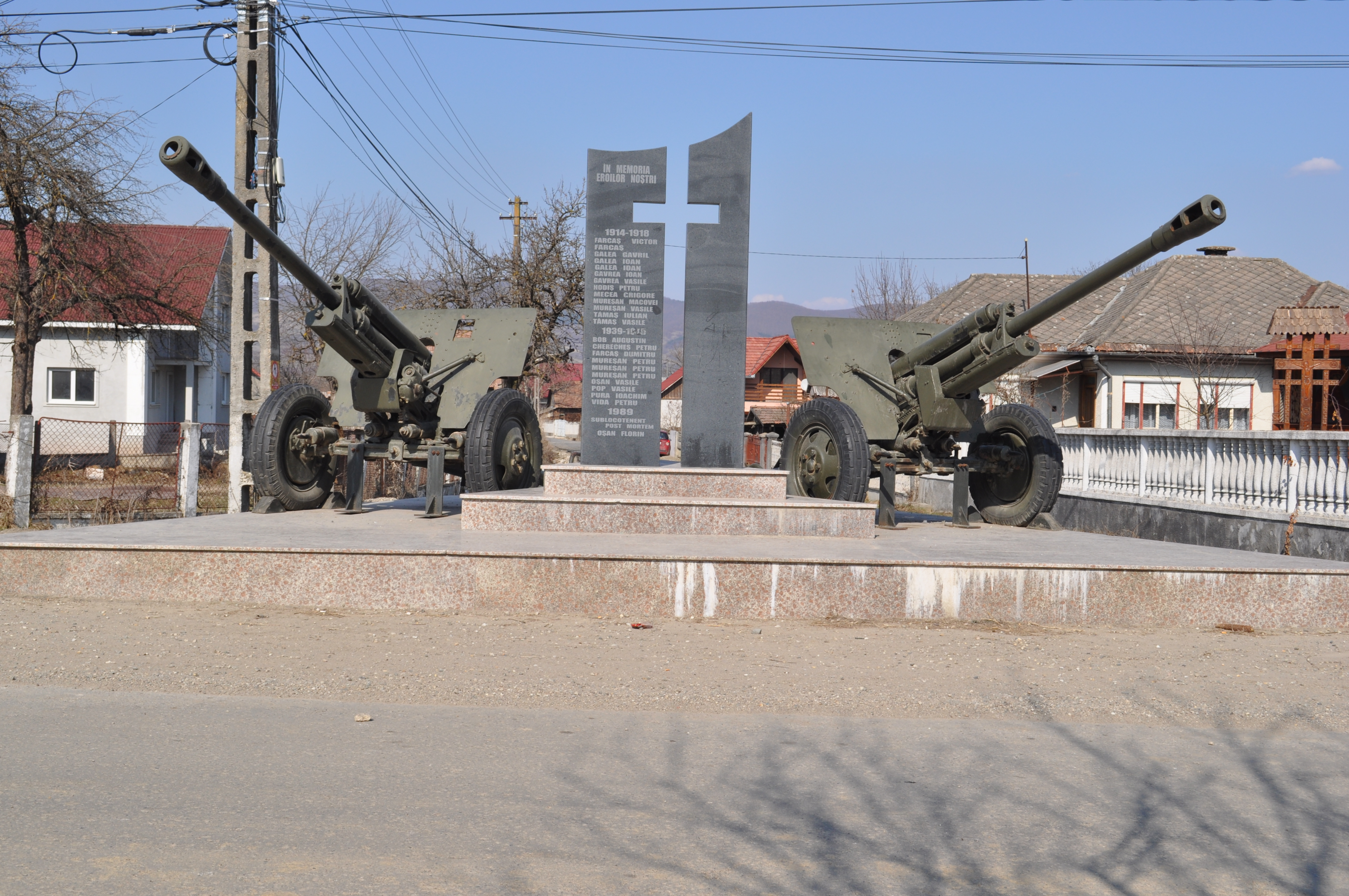
Monumentul Eroilor
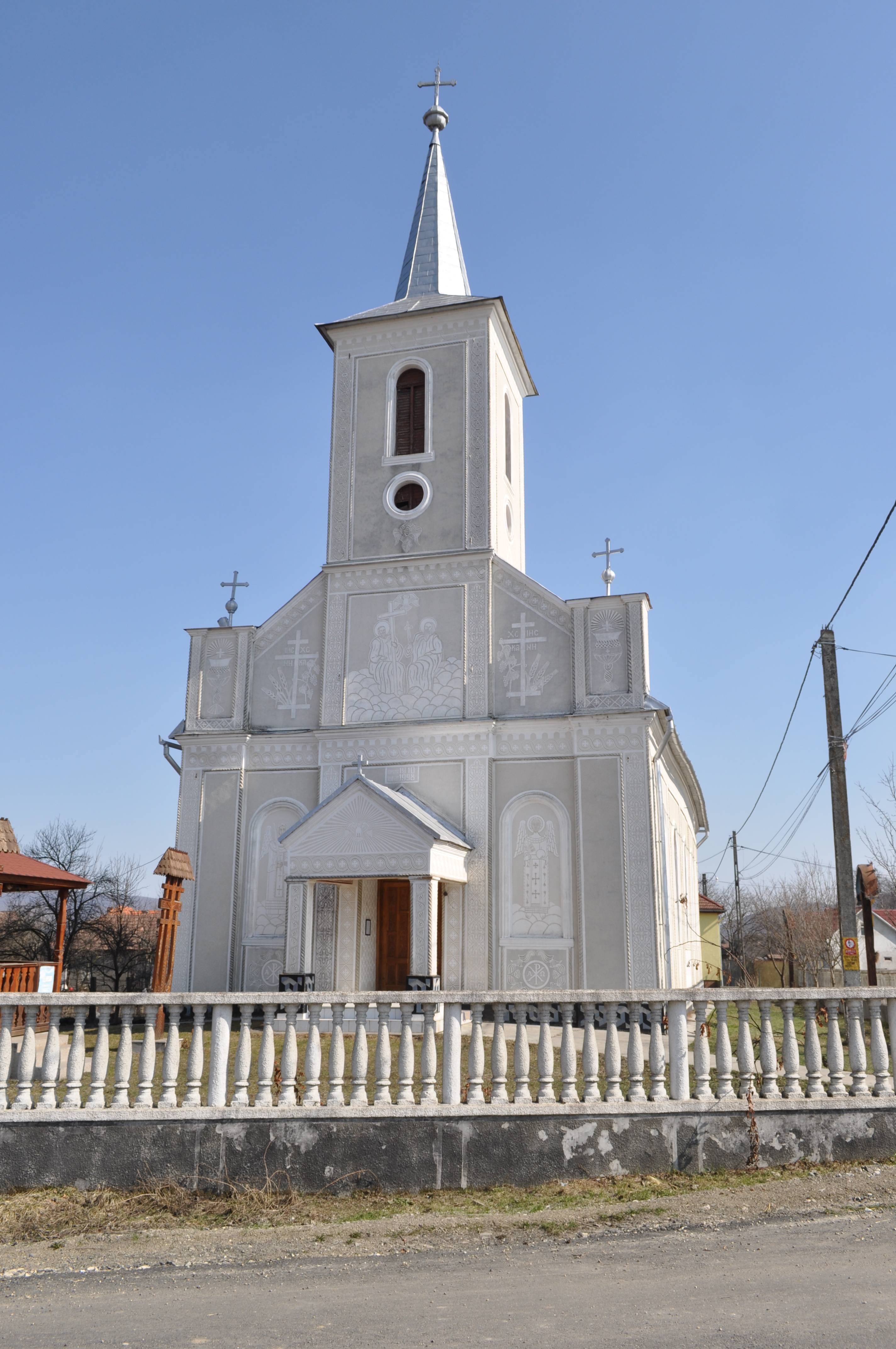
Biserica Sfinții Arhangheli Mihail și Gavriil și Sfinții Împărați Constantin și Elena (1909-1910)
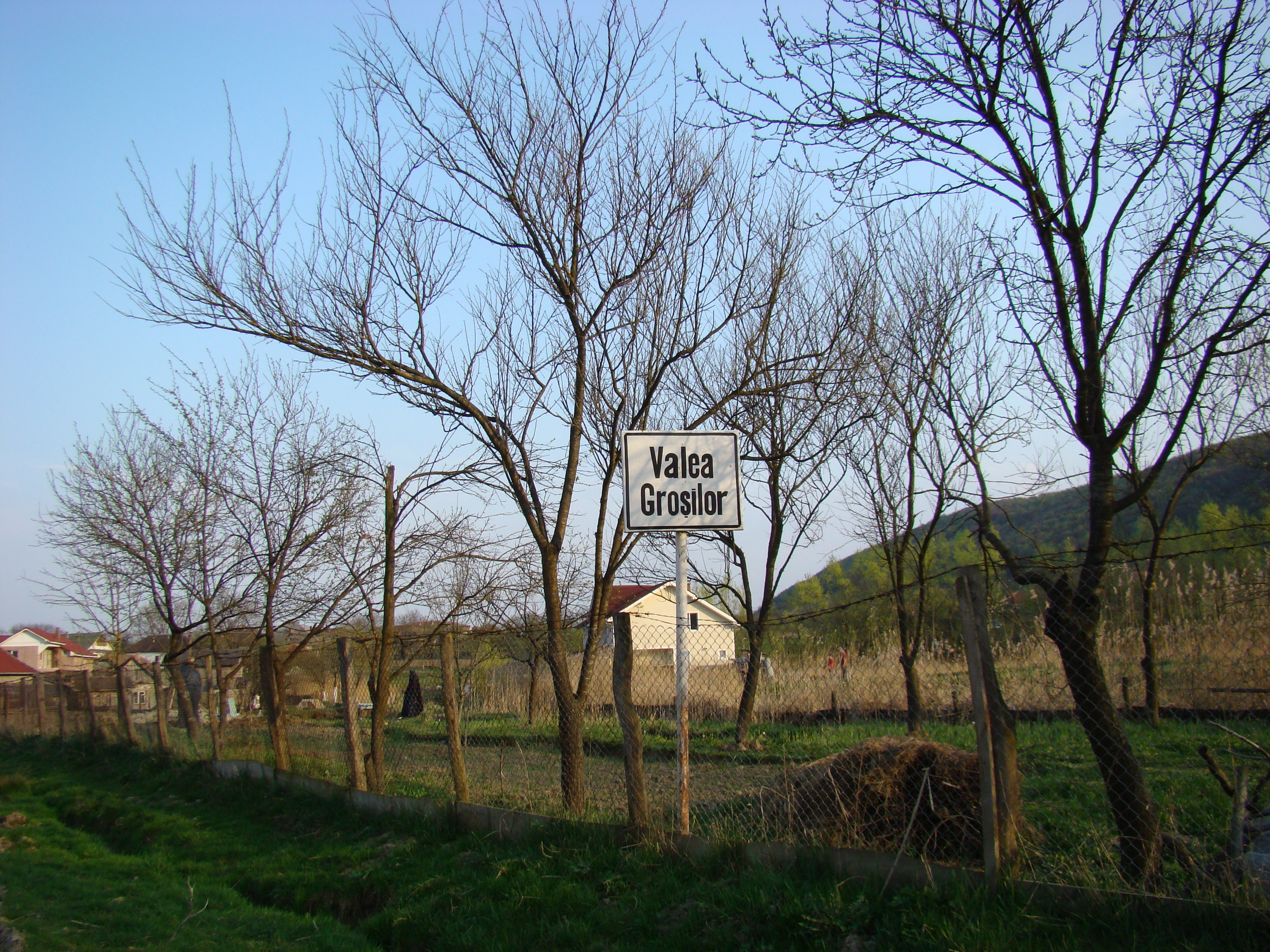
Valea Groșilor
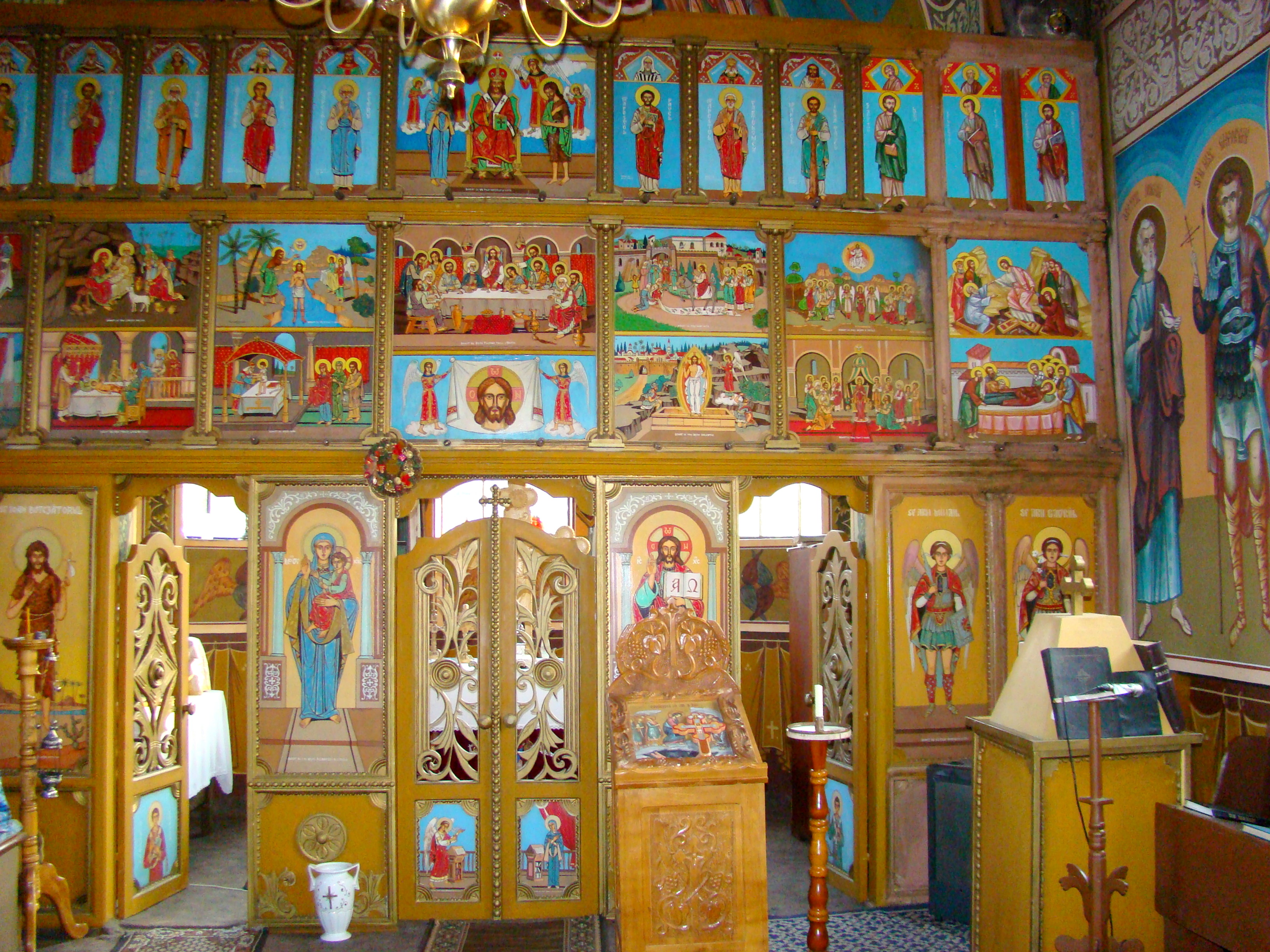
Biserica ortodoxă din Valea Groșilor (1976)